# Pañal de tela

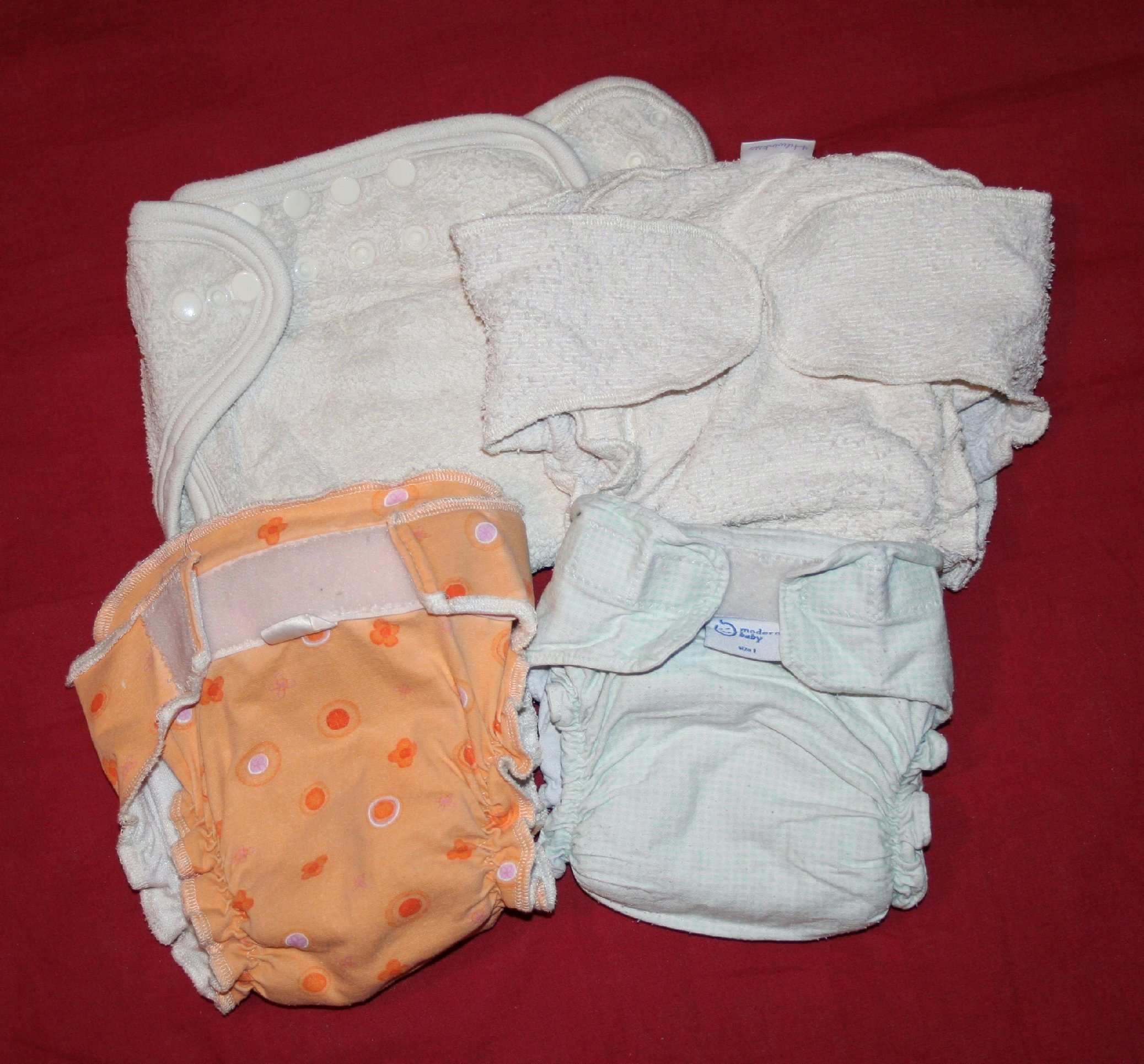
Pañales de tela.

Los pañales de tela son una alternativa a los pañales desechables de celulosa. Todo el pañal es lavable y reusable, y puede ser utilizado más de 100 veces. Están elaborados en tela, tienen tres capas: por fuera la primera de algodón estampado, la segunda intermedia, es impermeable y la tercera más interna es la absorbente. El absorbente está conformado por tres capas de material polar que es una tela suave y es la que hace contacto con la delicada piel del bebé y evita la dermatitis de pañal. 

## Ecología del pañal

Símbolo del reciclaje que representa la regla de las tres erres: Reducir, Reutilizar, Reciclar.

El pañal de tela es una alternativa a los pañales desechables de celulosa. Cuando nace un niño en nuestra sociedad, el volumen de la basura hogareña de repente se multiplica por dos y la causa son los pañales. 
En México unos 5 mil millones de pañales descartables son desechados anualmente. Los materiales conque están fabricados llegan a  tardar cientos de años en desintegrarse. Es necesario por tanto fomentar una cultura de consumo ecológico del pañal.
Los  pañales desechables que usamos con los bebés tienen dos costos ecológicos importantes: uno es su producción, a base de celulosa que tiene un costo en árboles cortados y en el subsiguiente procesamiento de la celulosa con Cloro; el otro costo es su eliminación, que consiste en tirarlos a un vertedero. Se estima que un bebé, hasta que deja de usar pañales, consume unos 5000-7000 pañales.

## Pañal de tela en números
Teniendo en cuenta que un niño necesita una media de 5000 pañales desechables para los dos primeros años, los desechos representan la tercera partida más grande (después de los periódicos y de bebidas y envases de alimentos) en el flujo de residuos sólidos urbanos.[cita requerida]
Asimismo, gracias a los pañales de tela de tela, se pueden ahorrar:
- 130 kilos de plástico (con embalaje) al año que hacen falta para un bebé con pañales desechables.
- 270 kilos de algodón y otros materiales de relleno al año
- 70% de energía que la media de los pañales desechables.
- 37% de agua con los pañales de tela que con los desechables (aún lavándolos en lavadora)